# Colón (Putumayo)
Colón è un comune della Colombia facente parte del dipartimento di Putumayo.
L'abitato venne fondato da Fidel de Monclart nel 1916, mentre l'istituzione del comune è del 7 dicembre 1989.